# ウェスタン州
ウェスタン州 (ウェスタンしゅう、英語: Western Region) は、ガーナの州のひとつである。日本語では西部州とも表記される。州都はギニア湾岸の巨大な双子都市セコンディ・タコラディで、港湾都市アクシム (Axim) のほか、エルボ (Elubo) などの内陸部の丘陵地域も含んでいる。西はコートジボワール国境に、北はウェスタン・ノース州に、東はセントラル州に、それぞれ接している。ガーナの国内最南端スリー・ポインツ岬 (Cape Three Points) も、この州内にある。
ガーナの初代大統領クワメ・エンクルマは、この州の出身であった。

## 歴史
植民地時代はゴールド・コースト植民地に属していた。1957年の独立に伴いゴールド・コースト植民地は分割され、ウェスタン州とイースタン州が成立した。
1970年7月、州東部がセントラル州として分離した。2018年12月の国民投票で分割が決定し、2019年2月15日に州北西部がウェスタン・ノース州として分離した。

## 地理
この州は、ガーナで最も雨の多い地域で、緑の生い茂る丘陵や肥沃な大地が見られる。また、大小数多くの金鉱が存在している。
最大級の川は、州東部のアンコブラ川 (Ankobra River)、ビア川 (Bia River)、プラ川 (Pra River) などである。州西部を流れるタノ川は部分的に国境線を形成している。自然保護区としてはアンカサ自然保護区 (Ankasa Conservation Area) が設定されている。

## 民族
文化で支配的なのはアカン人 (Akan) の支族であるンゼマ (Nzema)、ワッサ (Wassa)、アオウィン (Aowin)、セフウィ (Sefwi)、アハンタ (Ahanta) などのもので、言語はファンティ語、ワッサ語、セフウィ語、アハンタ語、ンゼマ語、英語などが使われている。宗教は主にキリスト教とアフリカの民族宗教である。

### 人物
ガーナの初代大統領エンクルマは、この州のンクロフル (Nkroful) に生まれ、その東にあるアクシムでは1930年代に教鞭を執っていたこともあった。彼は死後、ンクロフルに葬られた。

## 文化遺産
ギニア湾岸には、1512年以降、ポルトガル人、オランダ人、イギリス人、ドイツ (ブランデンブルク) 人たちが築いた城塞群が残っている。奴隷貿易の拠点となったこれらの防衛施設群には、「ヴォルタ州、グレーター・アクラ州、セントラル州、ウェスタン州の城塞群」の一部として、ユネスコの世界遺産リストに登録されているものもある。
この州には、数多くの中等教育後の教育を担う学校がある。教員や看護師を養成するカレッジや工芸技術学校群 (Polytechnics)、タルクワにある鉱山技術大学 (the University of Mines and Technology) などがそれである。

## 隣接州
- コモエ地方
- ウェスタン・ノース州
- セントラル州

## 郡
この州に含まれる郡は、以下の14郡である。

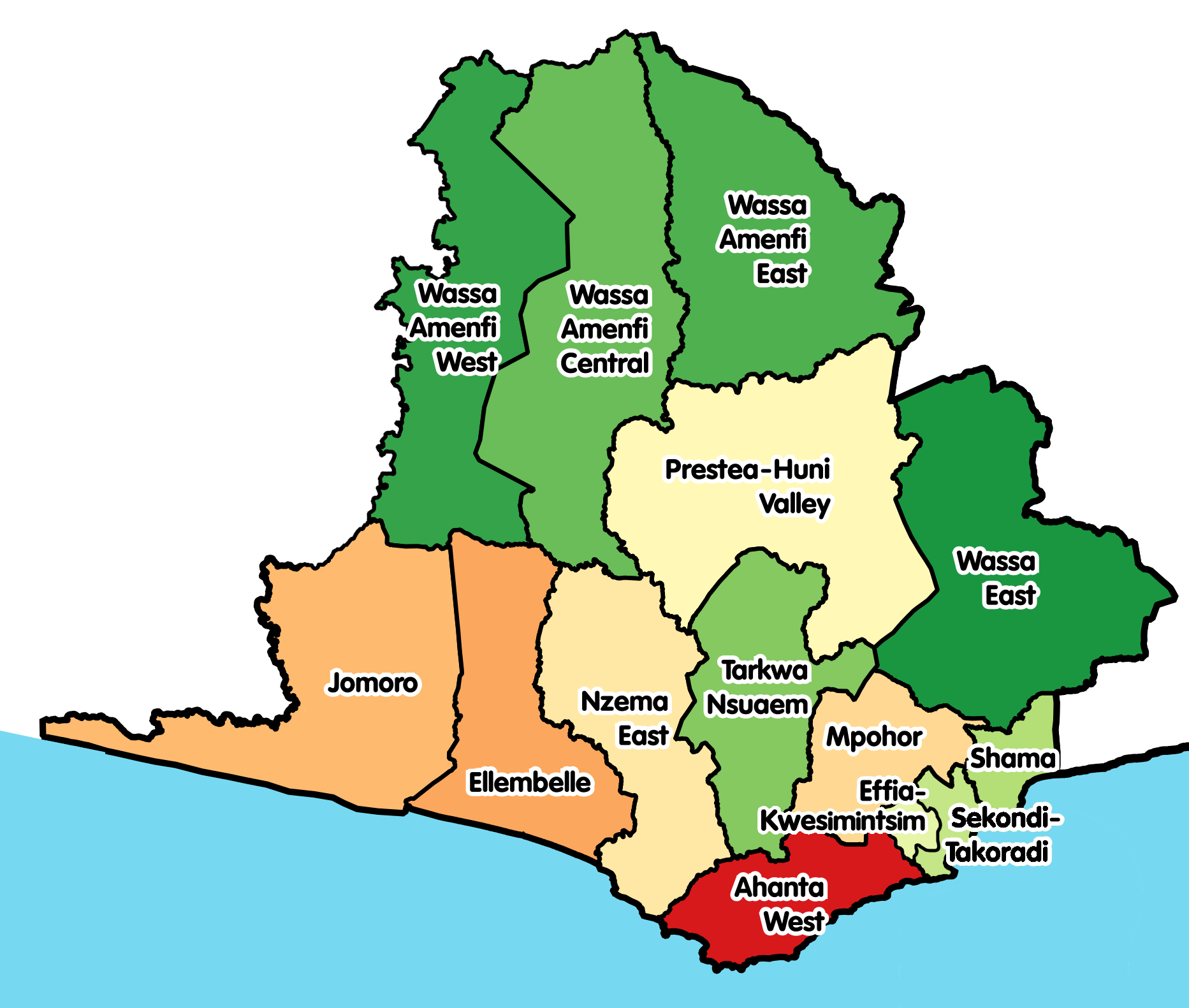
ウェスタン州の郡

1. Ahanta West Municipal District
2. Effia-Kwesimintsim Municipal District
3. Ellembelle District
4. Jomoro Municipal District
5. Mpohor District
6. Nzema East Municipal District
7. Prestea-Huni Valley Municipal District
8. Sekondi-Takoradi Metropolitan District
9. Shama District
10. Tarkwa-Nsuaem Municipal District
11. Wassa Amenfi Central District
12. Wassa Amenfi East Municipal District
13. Wassa Amenfi West Municipal District
14. Wassa East District